# Alofitai
Alofitai (auch Alofitaï geschrieben; oft nur Alofi) ist der einzige Wohnplatz auf der Insel Alofi. Es gehört zum Königreich Alo innerhalb des französischen Überseegebiets Wallis und Futuna. Mit einem Einwohner ist es das kleinste Dorf in Wallis und Futuna, es hat keine Infrastruktur.

## Lage
Alofitai liegt im Nordwesten von Alofi. Der Rest der Insel abseits der Küste ist überwiegend bewaldet. Es gibt lange Strände entlang der Küste. Alofitai verfügt über die Chapelle d'Alofi als Kirche. Alofi bildet mit Futuna eine Zwillingsinsel, der Ort ist von dem zwei Kilometer in Sichtweite gegenüberliegenden Südende Futunas von den dortigen Orten Ono, Kolia und Vele früher mit Kanus, heute mit Motorboot erreichbar. Vor Alofitai liegt ein schmales Korallenriff (Barriereriff), die Inseln sind durch den Sain Channel voneinander getrennt. 

## Geschichte
Futuna und Alofi sind seit 1616 als Horn-Inseln auf europäischen Seekarten bekannt. Ethnoarchäologische Untersuchungen ab den 1970er Jahren brachten nur wenige Fundstücke, die lediglich die Zugehörigkeit zur Lapita-Kultur untermauerten. In der dritten Phase der Geschichte von Wallis und Futuna mit der Herausbildung der Königreiche Sigave und Alo gelangte Alofi in Besitz des letzteren.
Alofi war mangels ausreichender Süßwasserquellen nie Siedlungsgebiet des Königreichs Alo, jedoch wurde die Insel zum Gartenbau vorwiegend im Küstenbereich benutzt, auch als Fischfanggebiet. Die wenigen Landbesitzer aus Futuna benutzten Alofi zum Anbau von Gemüse und Früchten (z. B. lagerfähigem Yams und Brotfrucht). Somit war die Insel und der Ort Alofitai nur saisonal bewohnt, galt aber als ein Dorf mit einem eigenen Häuptling im Rang eines aliki. Sonntags kamen auch die Bewohner von dem gegenüberliegenden Futuna zu Messen in der Kapelle von Alofi herüber. 

## Bevölkerung
Die Bevölkerung ist mit einem Einwohner sehr gering.
| Alofitai: Einwohnerzahlen von 1996 bis 2023 | Alofitai: Einwohnerzahlen von 1996 bis 2023 | Alofitai: Einwohnerzahlen von 1996 bis 2023 | Alofitai: Einwohnerzahlen von 1996 bis 2023 | Alofitai: Einwohnerzahlen von 1996 bis 2023 |
| ------------------------------------------- | ------------------------------------------- | ------------------------------------------- | ------------------------------------------- | ------------------------------------------- |
| Jahr                                        |                                             |                                             |                                             | Einwohner                                   |
| 1996                                        | 1996                                        |                                             | 0                                           | 0                                           |
| 2003                                        | 2003                                        |                                             | 2                                           | 2                                           |
| 2008                                        | 2008                                        |                                             | 1                                           | 1                                           |
| 2013                                        | 2013                                        |                                             | 1                                           | 1                                           |
| 2018                                        | 2018                                        |                                             | 1                                           | 1                                           |
| 2023                                        | 2023                                        |                                             | 1                                           | 1                                           |
| Datenquelle: INSEE                          |                                             |                                             |                                             |                                             |